# Lamberto II de Nantes
Lamberto II (fallecido en 852) fue conde de Nantes y Prefecto de la Marca Bretona entre 843 y 851. Lamberto gobernó el condado en oposición a Amaury, el conde marioneta instalado por Carlos el Calvo, rey de Francia Occidental. A su muerte, el condado quedó efectivamente bajo control breton. Era hijo de Lamberto I y de su esposa Itta.

## Derrota de Renaud
Lamberto sirvió inicialmente a Carlos el Calvo, pero se rebeló frente a él cuando su rival Renaud d'Herbauges fue nombrado Conde de Nantes en su lugar. Con sus ambiciones rotas, Lamberto II abandonó a Carlos y se alió con Nominoe, Duque de Bretaña, que se hallaba en plena revuelta contra los francos. Lamberto reclutó soldados en Anjou con la idea de avanzar a lo largo del Vilaine y unirse al bretón.
Renaud fortificó Nantes, pero al conocer que Nominoe se hallaba gravemente enfermo, decidió atacar. Invadió el territorio bretón en la frontera entre la Diócesis de Alet y el Condado de Nantes, por la vieja carretera romana de Angers-Carhaix. Un ejército bretón encabezado por Erispoe, el hijo de Nominoe, se hallaba cruzando el Vilaine cuando Renaud atacó. Inicialmente, Renaud derrotó a Erispoe. Sin embargo, poco después, la oportuna llegada de las tropas de Lamberto permitió a Erispoe lanzar un contraataque que resolvió la batalla a favor de los bretones. El propio Renaud moriría días después durante la persecución. Es posible que el vikingo Hastein hubiera luchado también del lado de Erispoe y Lamberto.
Tras la victoria, Lamberto ocupó Nantes, pero no fue capaz de mantenerla en su poder. Los vikingos saquearon la ciudad y asesinaron a su obispo. Carlos el Calvo nombró a Amaury como sucesor de Renaud.
Al año siguiente, Bernardo de Poitiers se unió a Hervé, hijo de Renaud, contra Lamberto. Lamberto y los bretones consiguieron emboscarlos y matarlos en Maine.

## Reconciliación y nueva rebelión
Lamberto se convirtió en aliado estable de Nominoe y Erispoe, tomando parte con Nominoe en la batalla de Ballon contra Carlos, tras lo que recuperó Nantes, aunque Amaury mantuvo el título nominal. Lamberto se reconcilió después con Carlos, que le nombró Conde de Angers (845-6), lo que significó su traslado a Francia. Fue restaurado oficialmente como Conde de Nantes en 849. Sin embargo, en 850, Lamberto y Warnar renovaron su alianza con Nomine y juntos asaltaron Maine "con furia indescriptible", según  el Chronicon Fontanellense. En agosto, Carlos marchó sobre Rennes, pero evitó entrar en combate. En su lugar, acantonó tropas en la ciudad e instaló a Amaury como nuevo conde. Inmediatamente después de su partida, Lamberto y Nomine derrotaron a las guarniciones y capturaron a Amaury.
Nominoe falleció poco después y Carlos intentó una vez más reinstaurar su autoridad. Lamberto volvió a luchar con los bretones junto a Erispoe y ambos derrotaron a Carlos en la decisiva Batalla de Jengland. Esta victoria otorgó el control de Nantes a Erispoe.
Tras Jengland, Lamberto trató de anexionarse territorio entre Maine y Anjou, pero murió en una emboscada tendida por Gauzbert de Maine al año siguiente.

## Familia
Lamberto se casó con Tetrata de Lombardia, nieta de Carlomagno a través de su primogénito Pipino. Su esposa era también hermana de su joven madrastra Adelaida de Lombardia. Lamberto y Tetrata tuvieron tres hijos: Lamberto; Lisois Vetulus (Dove), Abadesa de Craon; y Warnar de Nantes.